# Мамедов, Арастун Сурхай оглы
Арасту́н Сурха́й оглы́ Маме́дов (азерб. Ərəstun Surxay oğlu Məmmədov; 10 сентября 1922, Хырмандалы, Джеватский уезд — 6 апреля 2015, там же) — советский азербайджанский хлопковод, Герой Социалистического Труда (1973).

## Биография
Родился 10 сентября 1922 года в селе Хырмандалы Джеватского уезда Азербайджанской ССР (ныне Билясуварский район).
В 1940—1963 годах — колхозник, кузнец, каменщик, с 1963 года — бригадир колхоза имени Тельмана Пушкинского района.
На должности бригадира Мамедов тщательно изучал все секреты хлопководов, применял в работе передовую практику, новые агротехнические методы. Бригада достигла успехов при выполнении заданий IX пятилетки. План девятой пятилетки был выполнен за 3 года и завершен в 1973 году. За 3 года увеличена доля механизации в сборе хлопка — 80 процентов урожая стали убирать машиной, усовершенствованы системы полива и ухода, урожайность хлопка увеличена с 30 центнеров с гектара до 50,7 центнеров. В 1973 году бригада под руководством Мамедова получила урожай высококачественного хлопка 60,2 центнеров с гектара.
Указом Президиума Верховного Совета СССР от 12 декабря 1973 года за большие успехи, достигнутые во Всесоюзном социалистическом соревновании, и проявленную трудовую доблесть в выполнении принятых обязательств по увеличению производства и продажи государству зерна, хлопка, овощей, винограда и других продуктов земледелия в 1973 году Мамедову Арастуну Сурхай оглы присвоено звание Героя Социалистического Труда с вручением ордена Ленина и золотой медали «Серп и Молот».
С 1988 года пенсионер союзного значения. С 2002 года президентский пенсионер. Выйдя на пенсию, занимался подсобным животноводческим хозяйством.
Активно участвовал в общественной жизни Азербайджана. Член КПСС с 1975 года.
Скончался 6 апреля 2015 года в родном селе.